# David Giuntoli
David Giuntoli, (født 18. juni 1980 i Milwaukee i Wisconsin), er en amerikansk skuespiller. Han er blandt andet kendt for at spille hovedrollen i tv-serien Grimm som Nick Burkhardt.